# Bartolomé María de las Heras Navarro
Bartolomé María de las Heras Navarro (ur. 25 kwietnia 1743 w Carmonie; zm. 6 września 1823 w Madrycie) – hiszpański duchowny katolicki, biskup ordynariusz Cuzco w latach 1789–1806, siedemnasty arcybiskup metropolita limski oraz prymas Peru od 1806 roku

## Życiorys

### Młodość i początki kariery
Urodził się w 1743 roku w Carmonie, w Andaluzji, w południowej Hiszpanii. Studiował na Uniwersytecie w Toledo na którym uzyskał stopień naukowy doktora prawa kanonicznego. Następnie wykładał prawo w szkole należącej do zakonu jezuitów w Sewilli. Przeniósł się stamtąd do madrytu, gdzie pracował jako sędzia. Był także wikariuszem hiszpańskiej armii.
W 1787 roku został skierowany do pracy duszpasterskiej w Ameryce Południowej, gdzie powierzono mu funkcję dziekana Huamanaga, a następnie Cabildo, którego nie objął ze względu na konflikt z biskupem José Antonio Martínez de Aldunate. Ostatecznie po złożeniu rezygnacji z tego stanowiska został przeniesiony na urząd dziekana La Paz w 1788 roku.
12 września 1789 roku papież Pius VI mianował go biskupem ordynariuszem Cuzco. Jego konsekracja biskupia miała miejsce 12 października 1790 roku w Arequipa, a głównym konsekratorem był biskup Pedro José Chaves de la Rosa. Rządy w diecezji objął miesiąc później i sprawował je z niestrudzonym zapałem przez następne 15 lat. Opracował nowy program nauczania dla seminarium duchownego San Antonio Abad del Cuzco. Dokonał trzy razy wizytacji parafii położonych na terenie jego biskupstwa. Ufundował w prowincji Sicuani szpital przeznaczony dla kobiet i mężczyzn. Za swoją działalność został 31 marca 1806 awansowany na arcybiskupa metropolitę limskiego i prymasa Peru.

### Prymas Peru
18 listopada 1806 roku dokonał uroczystego ingresu do limskiej katedry, przez co objął oficjalnie rządy w archidiecezji. Z pełnym zapałem rozpoczął reformowanie Seminarium de Santo Toribio, w którym wspierał rolę literatury w kształceniu przyszłych kapłanów. Wydał także nowy program nauczania dla alumnów tej uczelni. Zwalczał niezdrowy zwyczaj grzebania zmarłych w kościołach i zachęcał do budowy cmentarzy, z których jako pierwszy powstał w Limie z jego inicjatywy cmentarz księdza Maestro w 1808 roku. Od 1809 roku zaczął wizytację parafii wiejskich.

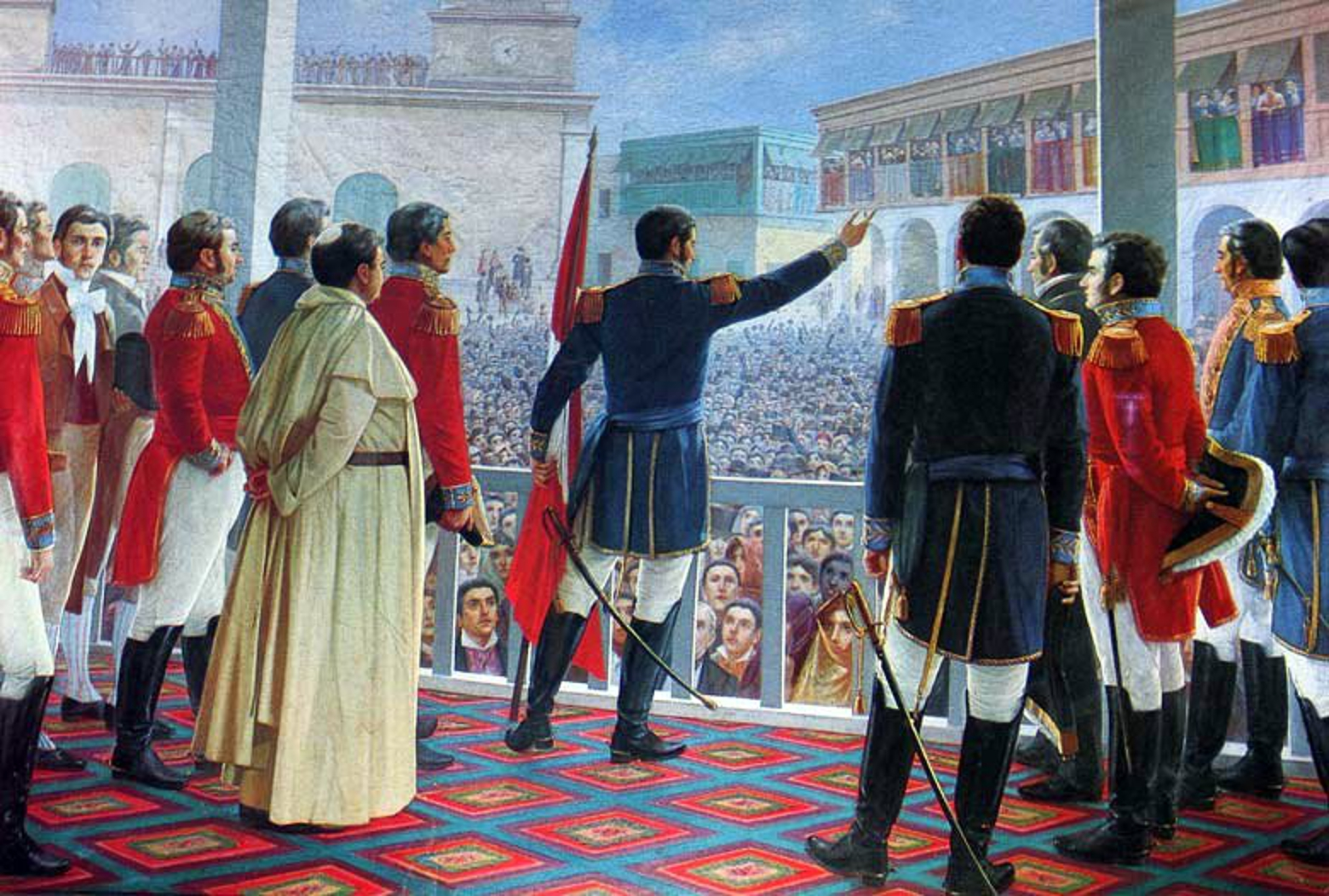
Arcybiskup Las Heras biorący udział w uroczystości proklamacji niepodległości Peru obok generała José de San Martína

Na czas jego pontyfikaty przypadły niespokojne lata zamieszek w Peru związane z ruchem niepodległościowym, do których odnosił się ostrożnie, chcąc zając się wyłącznie działalnością duszpasterską oraz obroną przywilejów Kościoła. Zgodził się pod naciskiem wicekróla Joaquína de la Pezueli zgodził się na przejęcie części srebra znajdującego się w postaci naczyń liturgicznych na rzecz państwa, jednak nie zezwolił na zajęcie świątyń przez wojsko. Po ucieczce rojalistów z Limy i rychłym nadejściu wojsk José de San Martína w lipcu 1821 roku, mimo że nie był im przychylny, nie zdecydował się na ewakuację ze stolicy, chcąc pozostać w swojej archidiecezji.
15 lipca 1821 roku brał udział w podpisaniu Deklaracji Niepodległości w Limie obok generała San Martina, który został pierwszym prezydentem nowego państwa. Zamierzał nie angażować się politycznie i współpracować z nową władzą. Mimo to 28 lipca doszło do zatargu między nim a ministrem Bernardo de Monteagudo, który ingerował w wewnętrzne sprawy Kościoła oraz kazał nie udzielać azylu na terenach kościołów i klasztorów ludziom będącym zwolennikami rojalistów. Ostatecznie arcybiskup nie uległ tym żądaniom i został zmuszony do opuszczenia Limy i wydalony z Peru.
5 września 1821 roku udał się na statku z powrotem na Półwysep Iberyjski przez Cieśninę Magellana z przerwą w podróży w Rio de Janeiro w listopadzie tego samego roku. Niedługo po powrocie do ojczyzny zmarł w Madrycie w 1823 roku mając 80 lat.